# Ragenold
Ragenold di Nantes o  Ragnald oppure Rögnvaldr, in francese Ragenold de Nantes (... – 930 circa) fu Jarl (equiparabile al nostro conte) dei Normanni e conte di Nantes, che dominò la Bretagna, tra il 919-930.

## Origine
Di Ragenold non si conoscono gli ascendenti, che erano nobili Normanni; infatti il cronista franco del periodo carolingio, Flodoardo, lo definisce principe dei Normanni (Ragenoldus, princeps Nortmannorum).

## Biografia
Di Ragenold non si hanno molte notizie, viene citato dal cronista Flodoardo, nei suoi Annales.
Nel 919, secondo Flodoardo, i Normanni, sotto il comando di Ragenold, occuparono la Bretagna, come ci conferma anche il documento n° XXVII de La chroniques de nantes (I Normannii arrivarono in Bretagna navigando la Loira e iniziarono la conquista dalla contea di Nantes), inclusa la contea di Nantes che, dopo la morte (907) del re di Bretagna, Alano I il Grande, era stata assegnata a Folco I d'Angiò, con l'incarico di combattere sia i Vichinghi che i Bretoni, come risulta dai Gestis Consulum Andegavensium.
Nel 921, il conte di Parigi, conte d'Angiò, di Auxerre, di Nevers, di Tours e Marchese di Neustria contro i Bretoni, Roberto (futuro re di Francia), per cinque mesi assediò i Normanni che si erano insediati alla foce della Loira, ed infine dopo uno scambio di ostaggi, riconobbe loro la potestà su Nantes, a seguito della promessa di una conversione al cristianesimo.
Nel 922, il re di Francia, Carlo III il Semplice, di fronte alla ribellione dei nobili di Neustria, si appellò ai Normanni. Ragenold dalla foce della Loira, si unì agli uomini di Rollone e, nel 923, devastarono i territori al di là dell’Oise. Ragenold attaccò anche i territori nei dintorni di Arras, dove fu sconfitto e rientrò nei suoi possedimenti e,
all'inizio del 924, la pace coi Normanni fu comprata.
Sempre in quell'anno, Ragenold, che non possedeva alcun territorio tra la Senna e la Loira, coi suoi Normanni portò la devastazione nella Neustria di Ugo il Grande, che dovette trattare con lui per farlo rientrare in Bretagna.
Molto probabilmente, nel 925, Ragenold partecipò alle due incursioni che i Normanni fecero nei territori confinanti, arrivando sino in Borgogna. Sempre in quell'anno i Normanni di Rollone subirono una disfatta, nella zona di Eu.
Nel 926, ci fu ancora una incursione normanna nella zona di Arras.
Nel 927, il conte di Parigi e Marchese di Neustria, Ugo il Grande, per cinque settimane assediò i Normanni di Ragenold, alla foce della Loira, che, dopo uno scambio di ostaggi, riconobbe loro la potestà su Nantes.
Negli anni successivi non si hanno altre notizie di Ragenold. Solo nel 931, quando gli esuli Bretoni iniziarono i loro tentativi di rioccupare il loro regno, sotto la guida di Alano detto il Barbatorta, ottenendo un iniziale successo, dove viene citato il comandante dei normanni, Felecan, che fu ucciso con molti dei suoi.
A quella data Ragenold era già morto, sembra a seguito di una malattia, verso il 930.
Gli succedette Incon (forse dopo la parentesi Felecan).

## Discendenza
Di Ragenold non si conosce alcuna discendenza

### Fonti primarie
- (LA)  Flodoardi Annales, pars I (877-944).
- (LA)  Rerum Gallicarum et Francicarum Scriptires, tomus IX.
- (LA)  La chroniques de nantes.

### Letteratura storiografica
- Louis Halphen, "Francia: gli ultimi carolingi e l'ascesa di Ugo Capeto (888-987)", cap. XX, vol. II (L'espansione islamica e la nascita dell'Europa feudale) della Storia del Mondo Medievale, 1999, pp. 636–661.
- (FR)  Histoire de Bretagne, de l'année 754 a l'année 995 di Arthur Le Moyne de La Borderie.
- (FR)  Lobineau, G. A. (1707) Histoire de Bretagne (Paris), Tome I.
- (FR)  La chroniques de nantes.